# Gestreepte mierlijster
De gestreepte mierlijster (Chamaeza nobilis) is een zangvogel uit de familie Formicariidae (mierlijsters).

## Verspreiding en leefgebied
Deze soort komt voor in het Amazonegebied en telt drie ondersoorten:
- C. n. rubida: zuidoostelijk Colombia, oostelijk Ecuador, noordoostelijk Peru en amazonisch westelijk Brazilië.
- C. n. nobilis: van oostelijk Peru tot noordwestelijk Bolivia en amazonisch zuidwestelijk Brazilië.
- C. n. fulvipectus: amazonisch centraal Brazilië.

## Status
De grootte van de populatie is niet gekwantificeerd maar de soort wordt omschreven als schaars. Op de Rode lijst van de IUCN heeft deze soort de status niet bedreigd.